# Haroldius hwangi
Haroldius hwangi là một loài bọ cánh cứng trong họ Bọ hung (Scarabaeidae).